# 博齊圖
博齊圖（1870年—1946年），漢名洪固卿,青州駐防,係鑲白旗滿洲魁源佐領下人，光緒二十四年（1898年）戊戌科繙譯進士。

## 履歷[1]
- 由繙譯生員中式光緒十九年（1893年）癸巳恩科繙譯舉人。
- 中式光緒二十四年（1898年）戊戌科繙譯會試，引見以主事分部行走，籤分戶部。
- 光緒二十七年（1901年），戶部奏留。
- 光緒二十八年（1902年），因隨扈出力，保奏賞加四品銜。
- 光緒二十九年（1903年），奏補主事。
- 光緒三十一年（1905年），題升員外郎。
- 光緒三十二年（1906年），京察一等，奏補郎中。
- 光緒三十三年（1907年）五月，派充坐糧廳監督。
- 光緒三十四年（1908年），因辦漕出力，經戶部議准，俟升任後賞換三品頂戴。
- 宣統元年（1909年），時年39歲，京察一等，交軍機處記名，以道府用。[2]
- 宣統三年（1911年），度支部廉俸司郎中。[3]

## 简介
青州满族镶白旗人，光绪二十年满文繙譯进士，精通满蒙文字，官至户部侍郎。

洪固卿的父亲早年参战有功，应得奖赏，但被别人冒领，青州副都统未能秉公处理，因而愤懑而死。洪固卿出身于贫寒之家，自幼刻苦自励，求学上进，而且特别孝敬母亲。他8岁时，母亲因过度劳累,体弱多病.他就时常到城外河里捞鱼，给母亲补养身体。邻人见其家贫,常送食物,固卿皆留好的送给母亲和弟弟.此事被都统衙门笔帖式的包荣爷看见,细问起来他是孝敬母亲,甚为感动,认其"凡孝必忠",日后必成大器，甘愿义务教洪固卿读书。光绪十四年海岱书院成立,包荣爷任教,洪固卿亦从学于他。洪固卿勤奋刻苦，成绩优异。1893年,洪固卿在大哥勒尔金图的资助下，赴京科考，得中进士。同为青州清末七进士。 

青州旗城清末七进士:

寿椿:汉名金子千，壬辰进士（1892）

博其图：汉名洪固卿，甲午进士（1894）

景格：汉名张守善，甲午进士（1894）

穆都理，字云峰，戊戌进士（1898）

和绅布：汉名何子振，癸卯进士（1903）

关恭正：字次方，癸卯进士（10903）

赛沙敦，汉名寇颜卿，甲辰进士（1904）

洪固卿中进士后，在杭州找到了大哥勒尔金图，为其恢复旗籍。按大清封赠制度，洪固卿将皇上对本人的封赠转赠给父母，以表孝心。因洪固卿精通满、蒙文字，便留京任职。初在户部捐纳房任主事，后在通州漕粮仓场衙门任验粮钦差。他廉洁勤奋，工作出色，受到户部尚书、协办大学士翁同和的赏识，将其调入户部衙门。就在这段时间，洪固卿结识了康有为、梁启超等维新派人士，并与他们结为好友。 

光绪二十四年（1898年），光绪帝在维新派人士推动下，顶着逆流锐意变法，激怒了以慈禧为首的顽固派。将翁同訸开缺回籍，洪固卿受到株连，降三级留用。因当时懂满文蒙文的人才很少，洪固卿被留用，责去东陵工地效力。固卿已心灰意冷，本不想再入仕途，回到青州。包荣爷严厉责问：皇上有难，焉能背叛朝廷？固卿方回到北京。[1] 
光绪二十六年（1900年），八国联军打进北京，他护送光绪、慈禧出逃西安。回京后，因其护驾有功，被擢升为户部侍郎。[1] 

清帝逊位后，洪固卿闲居北京。1915年袁世凯称帝，自号洪宪皇帝，特邀洪固卿参与政事。洪固卿坚决拒绝，并离开北京，迁居青州南城。此后，深居简出，寡言少语，过着淡泊的清贫生活。 日伪时期，益都伪县长丁逊斋仰慕洪固卿的声望，登门请其出来谋事。洪严肃地说：“我做为中华人，死为中华鬼，决不做对不起国家和民族的事!”1946年秋，洪固卿青州病逝，享年76岁。 